# Les Onze (Athènes)
Pour l’article homonyme, voir Les Onze.
Les Onze d'Athènes sont des magistrats judiciaires de la démocratie athénienne et de l'époque hellénistique. Sous les Trente, ils apparaissent dans la Constitution d'Athènes comme geôliers nommés par ceux-ci.

## Origines et rôles sous le Régime des Trente
Sous le régime des Trente, les Onze apparaissent dans la Constitution d'Athènes comme des geôliers spécialement désignés par les Trente eux-mêmes. Leur rôle principal était alors de gérer les prisons et de veiller à l'exécution des sentences imposées par le régime oligarchique. À cette époque, leur pouvoir était considérable, et ils pouvaient, dans certaines situations, exécuter des criminels sans passer par un procès formel.

## Désignation et mandat à l'époque hellénistique
Lors de l'époque hellénistique, les Onze sont désignés par tirage au sort parmi les citoyens volontaires âgés d'au moins trente ans ; le tirage au sort visait à garantir une certaine équité et à limiter les risques d'abus de pouvoir. Pour ce qui est de leur mandat, sa durée était d'un an et ne pouvait pas être renouvelé.
Gardiens de la justice athénienne, ils avaient pour principales responsabilités : la gestion des prisons, l'application stricte des peines judiciaires et le maintien de l'ordre public dans la cité.

## Pouvoirs en cas de flagrant délit
Les Onze détenaient un mandat spécifique pour une infraction commise lors d'un flagrant délit. La commission avouait la faute du concerné, que les Onze devaient ensuite (selon les circonstances la prérogative) prononcer et exécuter eux-mêmes, sans procès, l’exécution de la peine capitale. C'était notamment le cas des voleurs, pirates et coupeurs de bourses alors que la menace sur la sécurité et la stabilité de la cité était importante. 
De cette manière là, le crime commis, à défaut d'être inévitable, pouvait disposer d'un procès ; cela permettait de s’en débarrasser et d'intéresser les citoyens avant d’être dangereux pour la sécurité publique et donc (le plus souvent) d'éviter que d’autres comportements du même type voient le jour. La prérogative était si radicale qu’elle était énoncée comme le seul moyen de maintenir l’ordre et la confiance dans le système judiciaire athénien.

## Mention dans les décrets antérieurs
Avant même la création d’un régime spécifique dédié, les Onze sont mentionnés dans un décret daté entre 425 et 422 avant notre ère. On stipule dans ce texte que toute personne qui proposerait ou mettrait aux voix un décret permettant l’utilisation ou le prêt de quelque monnaie étrangère devait être immédiatement traduite devant les Onze, qui étaient alors à même de prononcer une peine capitale. Ce décret met en évidence l'importance des geôliers magistrats dans la sauvegarde des principes légaux et des règles économiques en vigueur.

## Organisation interne
Ls Onze disposaient d'une organisation très précise. On désignait un magistrat pour chacune des dix tribus athéniennes, puis on ajoutait à ces dix magistrats un secrétaire. 
Le tirage au sort des magistrats parmi des citoyens prêts à servir, impliquait une rotation du service et empêchait l’institution de dynasties politiques ou l’enfermement du pouvoir judiciaire.

## Fonctions principales
Leurs principaux rôles étaient la surveillance des prisons et la manière dont les peines étaient appliquées, c'est-à-dire en tant que décisions de tribunaux, mais aussi sous forme de justice rapide pour certains cas de flagrant délit. Il s’agissait d’éviter que certains crimes ne tombent dans l’oubli.

## Maintien de la sécurité publique
Au-delà des tâches judiciaires, les Onze ont une fonction importante dans la suppression de l’insécurité publique. 
Ils disposent bien sûr de subalternes; qui sous leur surveillance et autorité arrêtent et gardent des suspects (de l’argot policier, ce sont des sapins), et assurent que les étrangers présents dans la cité ne provoqueront pas d’éventuels « troubles » liés à leur présence.

## Rôle symbolique et politique
La présence des Onze représentait un contre-pouvoir judiciaire face aux abus potentiels des autres organes politiques. Leur capacité à agir rapidement et efficacement dans des situations critiques démontrait la volonté de la cité de maintenir une justice pragmatique et réactive.

## Importance dans la démocratie athénienne
Il apparaît clairement que les Onze d’Athènes figuraient parmi les responsables judiciaires les plus importants à l'application et au maintien de la démocratie athénienne. Ils contribuaient à l'’articulation du système carcéral, au maintien de l’ordre public, et au respect intégral des lois. 
Leur volonté était employée au service d’une justice : équitable, vigilante, impartiale, et accessible à tous les citoyens.